# Bokutachi wa Benkyō ga Dekinai
Bokutachi wa Benkyō ga Dekinai (ぼくたちは勉強ができない lit. "No podemos estudiar"?), también conocida como Bokuben o We Never Learn en inglés, es una serie japonesa de manga shōnen escrita e ilustrada por Taishi Tsutsui. Comenzó a serializarse en la revista Shūkan Shōnen Jump el 6 de febrero de 2017 con los capítulos individuales recopilados y publicados por Shueisha en veintiuno volúmenes de Tankōbon a marzo de 2021. Una adaptación a serie de anime producida por Studio Silver y Arvo Animation se emitió del 7 de abril al 30 de junio de 2019. La segunda temporada se estrenó el 6 de octubre de 2019 y finalizó el 29 de diciembre de 2019. Ambas temporadas fueron listadas con 13 episodios cada una y , de momento, no hay indicios de una tercera temporada ni OVA para concluir la historia.

## Argumento
El manga sigue la historia de Nariyuki Yuiga, un estudiante de tercer año de preparatoria de la Academia Ichinose, mientras enseña a tres genios de diferentes materias para poder obtener una beca universitaria. Fumino Furuhashi es una genio en literatura, pero terrible en matemáticas; Rizu Ogata es una genio en matemáticas, pero terrible en literatura; y Uruka Takemoto es una genio en el campo atlético, pero terrible en todos los demás ámbitos. Además Nariyuki debe lidiar con Asumi Kominami, una estudiante libre que desea obtener una beca para una facultad de medicina, y Mafuyu Kirisu, su profesora y anterior tutora personalizada de Fumino y Rizu. A medida que las chicas trabajan con Nariyuki para lograr sus objetivos académicos, también deben lidiar con sus crecientes sentimientos por él.

## Personajes

### Principal
Nariyuki Yuiga (唯我 成幸 Yuiga Nariyuki?)
 Seiyū: Ryōta Ōsaka
Un estudiante de tercer año y el principal protagonista. Con el fin de mantener a su pobre familia, Nariyuki busca obtener la nominación VIP especial de su escuela, una beca que exime de todas las futuras tasas de matrícula universitaria. Recibe la nominación, pero se le da la ardua tarea de llevar a tres compañeros de clase a las universidades de su elección. Su enfoque en los estudios fue inspirado por su difunto padre, quien murió poco después de ingresar a la escuela secundaria. Si bien es inteligente, es extremadamente malo leyendo el ambiente en lo que se refiere a relaciones románticas, ignorando el real afecto que le tienen sus alumnas.
Fumino Furuhashi (古橋 文乃 Furuhashi Fumino?)
 Seiyū: Haruka Shiraishi
Una estudiante de tercer año y un genio en los campos de las artes y la literatura. A pesar de sus habilidades terribles en matemáticas, Fumino desea obtener un título en astronomía para buscar una determinada estrella, que cree que es la reencarnación de su difunta madre. Su padre es profesor universitario de matemáticas. Fumino ha tenido una relación tensa con su padre desde la muerte de su madre diez años antes. Sin embargo, con el apoyo de Nariyuki, finalmente pueden reconciliarse. A menudo actúa como la confidente de Nariyuki cuando se encuentra con problemas de chicas, siendo la única que sabe de las intenciones de Rizu y Uruka, al mismo tiempo que reprime sus propios sentimientos hacia él.
Su ruta final es cuando al asistir al examen de ingreso a la universidad, cae y se fractura una pierna. Nariyuki, quien había rechazado previamente la confesión de Uruka, se siente responsable y cuida a Fumino, haciéndose cercanos y confesándose el uno al otro.
Rizu Ogata (緒方 理珠 Ogata Rizu?)
 Seiyū: Miyu Tomita
Una estudiante de tercer año y un genio en los campos de las matemáticas y las ciencias. Rizu encuentra dificultades para comprender las emociones, lo que inspiró su decisión de obtener un título en psicología para superar su propia debilidad. También le apasionan los juegos de mesa y cartas, un interés alimentado por los regalos que recibió de su difunta abuela. Nunca ha ganado un solo juego, culpando de su racha perdedora interminable a su incapacidad para entender a la gente. Su familia dirige una tienda de udon, que ocasionalmente ayuda a administrar. Se siente a gusto junto a Nariyuki, pero ella no sabe distinguir si ese sentimiento es efectivamente amor hacia él.
Su ruta final es cuando ella y Nariyuki ayudan a su amiga Sawako Sekijou a reconciliarse con sus padres. Lo que hace que Rizu descubra el verdadero significado de los sentimientos reconociendo su amor por él
Uruka Takemoto (武元 うるか Takemoto Uruka?)
 Seiyū: Sayumi Suzushiro
Una estudiante de tercer año y un prodigio de la natación. Uruka sueña con convertirse en una atleta olímpica y busca ganar una beca deportiva. Sin embargo, debido a su bajo nivel académico, es puesta bajo la tutela de Nariyuki para ayudarla a mejorar sus habilidades de inglés y convertirse en una estudiante más completa. Ella ha estado enamorada de Nariyuki desde la escuela secundaria, y se hizo amigo de él después de ayudarlo a sobrellevar la muerte de su padre. Sin embargo, ella lucha continuamente para confesar sus sentimientos hacia él. Más adelante en la serie, recibe una oportunidad de beca en una universidad australiana.
Su ruta comienza inmediatamente después del festival, cuando ella finalmente se declara ante Nariyuki antes de viajar a Australia, aceptándola él al ser quien lo acompañó ante la pérdida de su padre. Al regresar ya como campeona, finalmente se hacen pareja.
Mafuyu Kirisu (桐須 真冬 Kirisu Mafuyu?)
 Seiyū: Lynn
Una profesora de la Academia Ichinose, y la primera tutora de Fumino y Rizu. Tiene 27 años. Sus opiniones sobre la educación son muy duras y siente que es una pérdida de capacidad no seguir un camino que aproveche los talentos naturales de uno. Anteriormente era una aspirante a patinadora artística que se retiró del deporte después de haberse inspirado para seguir una carrera en la enseñanza gracias al padre de Nariyuki. Mientras Mafuyu se muestra fría e insensible, profundamente se preocupa por sus alumnos y quiere que tengan éxito. A pesar de su comportamiento profesional en el trabajo, es una vaga en casa y terrible con los quehaceres. Siente un aprecio especial por Nariyuki al ser el que siempre la salva de situaciones indecorosas, aunque su orgullo le impida reconocerlo.
Su ruta comienza tras la graduación de Nariyuki como profesor, volviéndose colegas y vecinos. Al acercarce más, Mafuyu logra superar su orgullo y acepta casarse con él.
Asumi Kominami (小美浪 あすみ Kominami Asumi?)
 Seiyū: Madoka Asahina
Una alumna de la Academia Ichinose y una estudiante rōnin. Tiene 19 años. A menudo se la confunde con una estudiante de secundaria debido a su pequeña estatura. Ella aspira a asistir a la universidad médica nacional, a pesar de sus notas terribles en ciencias, para apoyar la clínica médica de su padre. Ella se encuentra por primera vez con Nariyuki durante la escuela, y disfruta burlándose de él con coquetería, para su vergüenza, aunque en ciertas ocasiones esas burlas parecerían ser reales. Para pagar sus lecciones de escuela secundaria y la tarifa de examen de ingreso a la escuela de medicina, trabaja en un Maid Cafe de limpieza llamado High Stage.
Su ruta se da en el futuro, cuando ella y Nariyuki se reciben de médica y profesor respectivamente, teniendo ella su residencia y él una tutoría en una isla. En ella, Nariyuki sufre un accidente severo, teniendo que ser salvado por Asumi, quien al principio no se sentía segura de hacerlo. Cuando Nariyuki se recupera, ambos forman una familia.

### Recurrente
Mizuki Yuiga (唯我 水希 Yuiga Mizuki?)
 Seiyū: Marika Kouno
Es la hermana inmediatamente menor de Nariyuki, la cual es la encargada de las tareas domésticas y del cuidado de los hermanos menores (Hazuki y Kazuki) ante la ausencia por trabajo de su madre. Tiene un intenso complejo de hermano hacia Nariyuki, intentando intimar infructuosamente con él y mostrando unos fuertes celos cuando alguna de las chicas se acerca a él.
En un final bonus, Nariyuki acepta sus sentimientos y las chicas los alientan a ignorar sus prejuicios, pero todo resultó ser un sueño.
Sawako Sekijou (関城紗和子 Sekijou Sawako?)
 Seiyū: Saori Ōnishi
Compañera de clase de Rizu y su autoproclamanda mejor amiga y rival académica, aunque visiblemente manifiesta más estar enamorada de ella al acosarla en secreto e imaginar situaciones románticas con ella. Es la presidente del club de ciencias y siempre lleva un guardapolvo blanco puesto, incluso en sus días libres. No se inmuta ante la presencia de Nariyuki, incluso estando en situaciones indecorosas ante él, aunque lo considera un amigo. Tiene la costumbre de llamar a sus conocidos por su nombre completo.

Miharu Kirisu (桐須 美春 Kirisu Miharu?)
Es la hermana menor de Mafuyu. Idéntica físicamente a su hermana, solo difieren en su altura (siendo Miharu más baja) y en la expresión de su rostro (Mafuyu mantiene constantemente el ceño fruncido mientras que Miharu parece más asustada). Es completamente devota a su hermana y la protege de los hombres debido a la falta de experiencia en interactuar con ellos. Al ser una patinadora profesional, busca que su hermana deje la docencia para retomar su carrera, sin éxito.
En un final bonus, se imagina seduciendo a Nariyuki para proteger a su hermana.

## Contenido de la obra

### Manga
Escrito e ilustrado por Taishi Tsutsui, 'Bokutachi wa Benkyō ga Dekinai fue lanzado en el décimo número de la revista Shūkan Shōnen Jump de Shueisha el 6 de febrero de 2017.

### Novela ligera
La serie recibió una novela ligera titulada Bokutachi wa Benkyō ga Dekinai hi Nichijō no Reidai-shū, publicada el 4 de abril de 2019 por Shueisha bajo su sello JUMP j-BOOKS.

### Anime
Se anunció una adaptación de la serie de anime en el número 39 de Shunkan Shōnen Jump el 27 de agosto de 2018. La serie de anime es dirigida por Yoshiaki Iwasaki y escrita por Gō Zappa, con coanimación de Studio Silver y Arvo Animation y diseños de personajes de Masakatsu Sasaki. Masato Nakayama compone la música. La serie se transmitió del 7 de abril al 30 de junio de 2019 en Tokyo MX, Gunma TV, Tochigi TV, BS11, AT-X, MBS y TV Aichi. El tema de apertura es "Seishun Seminar" (セイシュンゼミナール?)  y el tema de cierre es "Never Give It Up!!"; ambos interpretados por Haruka Shiraishi, Miyu Tomita y Sayumi Suzushiro bajo el nombre de Study.
Después del final de la serie, se anunció una segunda temporada y se estrenó el 6 de octubre de 2019. El segundo tema de apertura es "Can now, Can now", interpretado por Study, y el tema de cierre es "Hōkago no Liberty", interpretado por Halca. La segunda temporada tuvo 13 episodios. Un episodio de OVA se incluyó con el volumen 14 del manga que se lanzó el 1 de noviembre de 2019. Otro episodio de OVA se incluyó con el volumen 16 del manga que se lanzó el 3 de abril de 2020.

#### Primera temporada
| N.°   | Título original | Adaptación            | Fecha de estreno       |
| ----- | --- | --------------------- | ---------------------- |
| 1     | «Genio y X son dos caras de la misma moneda» «Tensai to [X] wa Hyōriittai de aru» (天才と［Ｘ］は表裏一体である)                                                         | Capítulos 1 y 2       | 7 de abril de 2019     |
| 2     | «Como pez en el agua, genio a la X» «Uogokoro Areba, Tensai ni [X] Kokoro ari» (魚心あれば、天才に［Ｘ］心あり)                                                          | Capítulos 4, 6 y 7    | 14 de abril de 2019    |
| 3     | «Los genios conectan emocionalmente con X» «Tensai wa [X] ni mo Kokoro Tsūzuru Mono to Shiru» (天才は［Ｘ］にも心通ずるものと知る)                                       | Capítulos 8, 9 y 10   | 21 de abril de 2019    |
| 4     | «Lo que ella espera de un genio es X» «Kanojo ga Tensai ni Nozomu Mono Sunawachi [X] de aru» (彼女が天才に望むもの即ち［Ｘ］である)                                      | Capítulos 11, 12 y 13 | 28 de abril de 2019    |
| 5     | «La X pierde a un genio en el bosque» «Rinkan no Tensai wa [X] ni Meisō suru» (林間の天才は［Ｘ］に迷走する)                                                             | Capítulos 14 y 15     | 5 de mayo de 2019      |
| 6     | «Los genios X no pueden estudiar» «Tensai [X] tachi wa Kakushite Benkyō ga Dekinai» (天才［Ｘ］たちはかくして勉強ができない)                                             | Capítulos 16, 18 y 19 | 12 de mayo de 2019     |
| 7     | «El territorio oculto del predecesor es X» «Zenninsha no Hitoku Ryōiki wa [X] na Arisamadearu» (前任者の秘匿領域は［Ｘ］な有様である)                                    | Capítulos 20, 22 y 24 | 19 de mayo de 2019     |
| 8     | «Los esfuerzos de un genio a veces juegan con la X» «Tensai no ichi Kyoshu ichi Tōsoku wa toki ni [X] o Honrō suru» (天才の一挙手一投足は時に［Ｘ］を翻弄する)           | Capítulos 21, 25 y 26 | 26 de mayo de 2019     |
| 9     | «El chico pelea por X en la tierra prohibida» «Kindan no chi Nite Kare wa, [X] ga Tame Funtō suru» (禁断の地にて彼は、［Ｘ］が為奮闘する)                                | Capítulos 27 y 28     | 2 de junio de 2019     |
| 10    | «Los corderos perdidos en una nueva tierra se encuentran con X» «Kano shin Tenchi ni Mayoe ru Kohitsuji wa [X] to Kaikō suru» (かの新天地に迷える子羊は［Ｘ］と邂逅する) | Capítulos 31, 32 y 33 | 9 de junio de 2019     |
| 11    | «La orgullosa predecesora sirve a X» «Igen aru Zennin-sha wa Toki ni [X] ni Kashizuku» (威厳ある前任者は時に［Ｘ］にかしづく)                                            | Capítulos 34 y 41     | 16 de junio de 2019    |
| 12    | «Los genios a veces comparten y recuerdan la X» «Tensai wa Toki ni [X] o Tomo ni Wakachi Tsuikai suru» (天才は時に［Ｘ］をともに分かち追懐する)                          | Capítulos 35, 42 y 43 | 23 de junio de 2019    |
| 13    | «A los ojos de un genio, la luz del cielo siempre es X» «Tensai no me ni ten no Hikari wa Subete [X] de aru» (天才の目に天の光はすべて［Ｘ］である)                      | Capítulos 23, 38 y 39 | 30 de junio de 2019    |
| OVA 1 | «El predecesor X con elegancia con el ítem perdido en la playa» «Nagisa ni Use mo no Aride Senjin wa Enzen to [X] suru» (渚に失せものありて先人は艶然と［Ｘ］する)       | Capítulos 48 y 49     | 1 de noviembre de 2019 |

#### Segunda temporada
| N.°   | Título original | Adaptación                         | Fecha de estreno        |
| ----- | --- | ---------------------------------- | ----------------------- |
| 1     | «Él y la genio deliberan sobre una decisión X» «Tensai to Kare wa sono [X] naru Hantei ni Meimei Omonbakaru» (天才と彼はその［Ｘ］なる判定に銘々慮る)                                     | Capítulos 44, 47 (Fragmento) y 50  | 6 de octubre de 2019    |
| 2     | «A veces el orgullo de un predecesor contradice a X» «Senjin no Hokori wa Tokini [X]-domo ni jijō to Haihan suru» (先人の誇りは時に［Ｘ］どもの事情と背反す)                              | Capítulos 54 y 56                  | 13 de octubre de 2019   |
| 3     | «Las X y los cambios de estaciones entristecen a los genios» «Tensai wa Hensen suru Kisetsu to [X] Moyō ni ureu» (天才は変遷する季節と［Ｘ］模様に憂う)                                   | Capítulos 51 y 62                  | 20 de octubre de 2019   |
| 4     | «A veces los genios deben esforzarse con X limitadas» «Tokini Tensai wa Gentei sa Reta [X] ni Oite Funtō suru» (時に天才は限定された［Ｘ］において奮闘する)                               | Capítulos 57 y 59                  | 27 de octubre de 2019   |
| 5     | «A veces la consideración complica más la X» «Kokorozukushi no Tamamono wa Tokini [X] no Sakusō to naru» (心尽くしの賜物は時に［Ｘ］の錯綜となる)                                         | Capítulos 78 y 79                  | 3 de noviembre de 2019  |
| 6     | «Comprendieron las intenciones de X enseguida» «Karera wa Izukunzo Mensuru [X] no Kokorozashi o Shiran ya» (彼らは安んぞ面する［Ｘ］の志を知らんや)                                       | Capítulos 61 y 80                  | 10 de noviembre de 2019 |
| 7     | «Los genios ocultos hacen X con sus conjeturas» «Hitoshirezu Tensai wa Karera no Sontaku ni [X] suru» (人知れず天才は彼らの忖度に［Ｘ］する)                                              | Capítulos 75 y 81                  | 17 de noviembre de 2019 |
| 8     | «El flujo de X es constante» «Yuku [X] no Nagare wa Taezu Shite...» (ゆく［Ｘ］の流れは絶えずして…)                                                                                       | Capítulos 63, 76 y 83              | 24 de noviembre de 2019 |
| 9     | «Nombra X a tu estrella más querida (Primera Parte)» «Saiai no Hoshi ni [X] no na o (Zenpen)» (最愛の星に［Ｘ］の名を（前編）)                                                            | Capítulos 85, 86 y 87              | 1 de diciembre de 2019  |
| 10    | «Nombra X a tu estrella más querida (Segunda Parte)» «Saiai no Hoshi ni [X] no na o (Kōhen)» (最愛の星に［Ｘ］の名を（後編）)                                                             | Capítulos 87, 88 y 89              | 8 de diciembre de 2019  |
| 11    | «Al inicio del festival las X caen en rápida sucesión» «Matsuri no Hajime wa Yatsugibaya Karera ni [X] ga Furikakaru» (祭のはじめは矢継ぎ早 彼らに［Ｘ］が降りかかる)                     | Capítulos 64 y 65                  | 15 de diciembre de 2019 |
| 12    | «La X sigue un camino de espinas tras el festival» «Matsuri no Sawagi wa Todomarazu [X]-domo wa Ibara no Michi o Yuku» (祭の騒ぎは留まらず［Ｘ］どもは茨の道を往く)                       | Capítulos 66 y 67                  | 22 de diciembre de 2019 |
| 13    | «El fin del festival es triste y grandioso y bendice a las X» «Matsuri no Owari wa Sabishiku mo Hanayaka ni [X]-domo o Shukufuku suru» (祭の終わりは寂しくも華やかに［Ｘ］どもを祝福する) | Capítulos 68 y 69                  | 29 de diciembre de 2019 |
| OVA 2 | «Campanas de iglesia bendicen a las X» «Chaperu no Kane wa [X] o Shukufuku suru» (チャペルの鐘は［Ｘ］を祝福する)                                                                         | Historia original y 53 (Fragmento) | 3 de abril de 2020      |